# Siamspinops formosensis
Espèce
Synonymes
- Selenops formosensis Kayashima, 1943
- Pakawops formosensis (Kayashima, 1943)

Siamspinops formosensis est une espèce d'araignées aranéomorphes de la famille des Selenopidae.

## Distribution
Cette espèce est endémique de Taïwan.

## Description
La femelle décrite par Crews et Harvey en 2011 mesure 6,10 mm.
Le mâle décrit par Yu, Lo, Huang, Hsiao et Ding en 2019 mesure 5,5 mm et la femelle 5,1 mm.

## Étymologie
Son nom d'espèce, composé de formos[a] et du suffixe latin -ensis, « qui vit dans, qui habite », lui a été donné en référence au lieu de sa découverte, Formose.

## Publication originale
- Kayashima, 1943 : Spiders of Formosa. Tokyo, p. 1–70.